# Duo Normando
O Duo Normando (oficialmente: Duo Normand) são duas competições de ciclismo contrarrelógio por pares  francesa, tanto masculina como feminina, que se disputada em Marigny (departamento de Mancha), no mês de setembro. É umas das poucas provas destas características, junto com o já desaparecido G. P. Eddy Merckx.
A masculina disputa-se ininterruptamente desde 1982, ainda que só desde 1987 é uma prova para profissionais. Desde a criação dos Circuitos Continentais da UCI está enquadrada na categoria 1.2 do UCI Europe Tour (última categoria do profissionalismo) excepto no 2006 que esteve numa categoria superior:1.1. Apesar disso se têm participado equipas UCI ProTour. Desde o desaparecimento em 2007 do Luk Challenge é a única corrida profissional neste formato de contrarrelógio por pares.
Tem 54,3 quilómetros e quase sempre se disputou por pares da mesma equipa excepto na edição do 2011 que se permitiram pares mistos.
O britânico Chris Boardman é o corredor que mais vezes se impôs, com três vitórias, sempre com um par diferente: Laurent Bezault, Paul Manning e Jens Voigt. Três vitórias apresenta também Thierry Marie ainda que uma delas foi em categoria amador.
Até o momento o único para que se impôs duas vezes, são o australiano Luke Durbridge, com o canadiano Svein Tuft.
Desde o 2007 também se disputa para ciclistas femininas mas como amador.

## Palmarés

### Masculino
| Ano                   | Vencedor                               | Segundo                                 | Terceiro                                   |
| --------------------- | -------------------------------------- | --------------------------------------- | ------------------------------------------ |
| edições amador        |                                        |                                         |                                            |
| 1982                  | Philippe Bouvatier Bruce Péan          | Éric Ragneau Dominique Ragneau          | Henrik Charucki François Mignon            |
| 1983                  | Brian Holm Jack Arvid Olsen            | Thierry Marie Alain Taillefer           | Bruno Cornillet Roland Le Clerc            |
| 1984                  | Christophe Gicquel Christophe Bachelot | Christian Lefebvre Jean-Paul Letourneur | Philippe Brenner Fabrice Henry             |
| 1985                  | Thierry Marie Charly Mottet            | William Perard Jacques Dutailly         | Bernard Richard Daniel Leveau              |
| 1986                  | Jack Arvid Olsen Peter Gylling         | Laurent Bezault Pascal Lino             | Frédéric Gallerne M. Saux                  |
| edições profissionais |                                        |                                         |                                            |
| 1987                  | Thierry Marie Gérard Rué               | Richard Vivien Laurent Bezault          | Bernard Richard Roland Le Clerc            |
| 1988                  | Thierry Marie Philippe Bouvatier       | Peter Verbeken Bart Leysen              | Atle Kvålsvoll Olaf Lurvik                 |
| 1989                  | Romes Gainetdinov Pavel Tonkov         | Richard Vivien Jean-Louis Harel         | Paul Haghedooren Rob Harmeling             |
| 1990                  | Dmitri Vasíltxenko Yuri Manuylov       | Francis Moreau Laurent Pillon           | Michel Cargnello Jean-Luc Tasset           |
| 1991                  | Viatcheslav Djavanian Andrey Teteryuk  | Jan Karlsson Björn Johansson            | Thierry Gouvenou Christophe Capelle        |
| 1992                  | Gianfranco Contri Luca Colombo         | Jan Karlsson Glenn Magnusson            | Marcel Wüst Jean-Philippe Dojwa            |
| 1993                  | Chris Boardman Laurent Bezault         | Pascal Lance Eddy Seigneur              | Jan Karlsson Magnus Knutsson               |
| 1994                  | Gianfranco Contri Cristian Salvato     | Fabian Jeker Beat Meister               | Peter Verbeken Marc Streel                 |
| 1995                  | Emmanuel Magnien Stéphane Pétilleau    | Pierre-Henri Menthéour Francis Urien    | Jean-Louis Harel Grégoire Balland          |
| 1996                  | Chris Boardman Paul Manning            | Jean-François Anti Stéphane Cueff       | Pascal Lance Marek Leśniewski              |
| 1997                  | Henk Vogels Cyril Bos                  | Eddy Seigneur Andrea Peron              | Pascal Lance Marek Leśniewski              |
| 1998                  | Magnus Bäckstedt Jérôme Neuville       | Carlos Da Cruz Guillaume Auger          | Francis Moreau David Millar                |
| 1999                  | Chris Boardman Jens Voigt              | Artūras Kasputis Gilles Maignan         | Frédéric Guesdon Bradley McGee             |
| 2000                  | László Bodrogi Daniele Nardello        | Marco Pinotti Rubens Bertogliati        | Frédéric Finot Anthony Langella            |
| 2001                  | Jonathan Vaughters Jens Voigt          | Fabian Cancellara Michael Rogers        | Bart Voskamp Remco van der Ven             |
| 2002                  | Jevgeni Petrov Filippo Pozzato         | Jonas Olsson Gustav Larsson             | Christian Poos Andy Cappelle               |
| 2003                  | Jean Nuttli Philippe Schnyder          | Benjamin Levécot Noan Lelarge           | Eugen Wacker Artem Botchkarev              |
| 2004                  | Eddy Seigneur Frédéric Finot           | Benjamin Levécot Noan Lelarge           | Sandy Casar Carlos Da Cruz                 |
| 2005                  | Sylvain Chavanel Thierry Marichal      | Юрій Кривцов Erki Pütsep                | Dominique Cornu Jürgen Roelandts           |
| 2006                  | Ondřej Sosenka Radek Blahut            | Denis Robin Cédric Coutouly             | Florent Brard Stéphane Bergès              |
| 2007                  | Bradley Wiggins Michiel Elijzen        | Émilien-Benoît Bergès Denis Robin       | Gustav Larsson Víctor Hugo Peña            |
| 2008                  | Michael Tronborg Martin Mortensen      | Casper Jørgensen Michael Mørkøv         | Lieuwe Westra Jos Pronk                    |
| 2009                  | Nikolay Trusov Artem Ovechkin          | Serguei Firsanov Aleksejs Saramotins    | Evgeny Popov Aleksandr Porsev              |
| 2010                  | Alexandre Pliușchin Artem Ovechkin     | Jérémy Roy Anthony Roux                 | Nikita Novikov Dmitri Ignatjew             |
| 2011                  | Thomas Dekker Johan Vansummeren        | Jérémy Roy Anthony Roux                 | Jens Mouris Martijn Keizer                 |
| 2012                  | Luke Durbridge Svein Tuft              | Alex Dowsett Luke Rowe                  | Robert Vrečer Andreas Hofer                |
| 2013                  | Luke Durbridge Svein Tuft              | Michael Hepburn Jens Mouris             | Kristof Vandewalle Julien Vermote          |
| 2014                  | Reidar Borgersen Truls Engen Korsæth   | Anthony Delaplace Arnaud Gérard         | Ivan Balykin Artem Ovechkin                |
| 2015                  | Victor Campenaerts Jelle Wallays       | Dimitri Claeys Olivier Pardini          | Martin Toft Madsen Mathias Dam Westergaard |
| 2016                  | Luke Durbridge Svein Tuft              | Lars Carstensen Martin Toft Madsen      | Johan Le Bon Marc Fournier                 |
| 2017                  | Anthony Delaplace Pierre-Luc Périchon  | Mathias Norsgaard Mikkel Bjerg          | David Boucher Timothy Stevens              |
| 2018                  | Martin Toft Madsen Rasmus Quaade       | Emil Vinjebo Casper von Folsach         | Bruno Armirail Jérémy Roy                  |
| 2019                  | Mathias Norsgaard Rasmus Quaade        | Christophe Laporte Anthony Perez        | Matthias Brändle Patrick Gamper            |

### Feminino
| Ano            | Ganhadoras                              | Segundas                                  | Terças                                  |
| -------------- | --------------------------------------- | ----------------------------------------- | --------------------------------------- |
| edições amador |                                         |                                           |                                         |
| 2007           | Julie Dheruelle Emmanuelle Merlot       | Helen Carter Lesley-Anne Walking          | Lynn Hamel Charlotte Wadsworth          |
| 2008           | Karine Gautar-Roussel Emmanuelle Merlot | Christelle Ferrier-Bruneau Mélanie Bravar | Emilie Lebrun Kathryn Watt              |
| 2009           | Audrey Cordon Emmanuelle Merlot         | Christian Lefebvre Jean-Paul Letourneur   | Philippe Brenner Fabrice Henry          |
| 2010           | Audrey Cordon Emmanuelle Merlot         | Ann Bowditch Lesley-Anne Walking          | Diane Moss Melissa Mather               |
| 2011           | Aude Biannic Coralie Demay              | Emmanuelle Merlot Audrey Cordon           | Svetlana Paulikaiute Francesca Faustini |
| 2012           | Lado Koedoover Anna van der Breggen     | Roxane Fournier Mélodie Lesueur           | Birgit Lavrijseen Inge Roggeman         |
| 2013           | Annabelle Dreville Fanny Leleu          | Ann Bowditch Karina Bowie                 | Laudine Genee Molly Meyvisch            |